# Larry King
Lawrence Harvey Zeiger (Nova Iorque, 19 de novembro de 1933 – Los Angeles, 23 de janeiro de 2021), mais conhecido como Larry King, foi um radialista e um apresentador de televisão estadunidense. Desde 1985 apresentou o programa Larry King Live na emissora CNN. Uma das características mais marcantes de King era seu gosto por suspensórios.
Em julho de 2009, apareceu no "The Tonight Show com Conan O'Brien", onde disse que desejava ser preservado crionicamente após a sua morte, como já tinha revelado em seu livro My Remarkable Journey.
No dia 29 de junho de 2010, Larry King anunciou que iria encerrar o seu programa (Larry King Live) na CNN, após 25 anos, mas garantiu de antemão que não iria se aposentar. Em 16 de dezembro de 2010, foi ao ar a última edição do programa Larry King Live, que contou com a participação de várias personalidades que gravaram ou apresentaram ao vivo declarações de felicitações e despedida para Larry King.
No dia 13 de junho de 2013, quase três anos após o fim do lendário programa na CNN, King surpreendeu ao estrear o programa Politicking with Larry King no canal financiado pelo Kremlin, RT, frequentemente descrito como uma "ferramenta de propaganda" do governo russo.
King abordou tais alegações dizendo: "Eu não trabalho para a RT. É um acordo feito entre as empresas. Elas apenas licenciam nossos programas". Ele também acrescentou que "até onde sabia" a rede nunca alterou qualquer entrevista que ele tenha feito. "Se eles tirassem alguma coisa, eu jamais faria isso. Seria ruim se eles tentassem editar as coisas. Eu não aguentaria isso".
Morreu em 23 de janeiro de 2021, aos 87 anos, no Cedars-Sinai Hospital, em Los Angeles. Shawn, sua esposa, contou ao programa Entertainment Tonight que ele havia se recuperado da COVID-19, mas morreu de sepse como complicação.